# Верхние Альпы
Ве́рхние А́льпы (фр. Hautes-Alpes, окс. Auts Aups, Auts Alps, Nauts Aups, Nauts Alps) — департамент на юго-востоке Франции, один из департаментов региона Прованс — Альпы — Лазурный Берег. Порядковый номер — 5. Административный центр — Гап. Население — 142 312 человек (99-е место среди департаментов, данные 2010 года).

## География
Площадь территории — 5549 км². Через департамент протекают реки Дюранс, Бюэш, Кларе, Драк, Северес.

## История
Верхние Альпы — один из первых 83 департаментов, образованных во время Великой французской революции в марте 1790 года. Возник на территории бывшей провинции Дофине.

## Административно-территориальное деление
Департамент включает 2 округа — Бриансон (Briançon) и Гап (Gap), 30 кантонов и 177 коммун.